# Scriptaphyosemion
Scriptaphyosemion ist eine Gattung aus der Familie Nothobranchiidae und gehört zur Gruppe der Eierlegenden Zahnkarpfen. Die Arten dieser Gattung erreichen eine Standardlänge von 4 cm und bewohnen meist flache Bäche und Randbereiche von Sümpfen in Waldgebieten Westafrikas.

## Merkmale
Die Arten der Gattung Scriptaphyosemion zeichnen sich durch rote oder gelbe Ränder in den unpaarigen Flossen aus. Sie unterscheiden sich von den Arten der nah verwandten Gattungen Archiaphyosemion, Callopanchax, und Nimbapanchax durch das Fehlen von Zähnen am Vomer und durch einen deutlich gebogenen Neural- und Hämaldorn des Präuralwirbels 2.

## Arten
Die Gattung Scriptaphyosemion umfasst folgende 14 Arten:
- Scriptaphyosemion banforense (Seegers, 1982)
- Scriptaphyosemion bertholdi (Roloff, 1965)
- Scriptaphyosemion brueningi (Roloff, 1971)
- Scriptaphyosemion cauveti (Romand & Ozouf-Costaz, 1995)
- Scriptaphyosemion chaytori (Roloff, 1971)
- Scriptaphyosemion etzeli (Berkenkamp, 1979)
- Scriptaphyosemion fredrodi (Vandersmissen, Etzel & Berkenkamp, 1980)
- Scriptaphyosemion geryi (Lambert, 1958)
- Scriptaphyosemion guignardi (Romand, 1981)
- Scriptaphyosemion liberiense (Boulenger, 1908)
- Scriptaphyosemion nigrifluvi (Romand, 1982)
- Scriptaphyosemion roloffi (Roloff, 1936)
- Scriptaphyosemion schmitti (Romand, 1979)
- Scriptaphyosemion wieseae Sonnenberg & Busch, 2012